# St. Clair (rivier)
De St. Clair (Engels: St. Clair River) is een rivier die de grens vormt tussen de Verenigde Staten en Canada van zijn oorsprong als uitstroom van het Huronmeer tot zijn monding in het Saint Clairmeer. De St. Clair heeft een lengte van 65 km met daarop een verval van 2 meter en is een belangrijke component van wat de Great Lakes Waterway genoemd wordt, de interne component van de Saint Lawrencezeeweg.
De grootste plaatsen aan de rivier liggen beide aan de uitstroom van Lake Huron in de St. Clair. Aan Amerikaanse zijde in de staat Michigan ligt het stadje Port Huron, aan Canadese zijde in de provincie Ontario ligt de stad Sarnia waarmee Port Huron verbonden is door de Blue Water Bridge.
Het debiet bedraagt 5200 m³/s. Het stroomgebied, waarbij alle achterliggende wateroppervlaktes en rivieren zijn meegenomen, heeft een oppervlakte van 579.000 km². Het stroomgebied van de rivieren die uitmonden in de St. Clair bedraagt 3.776 km².
- Gemeinsame Normdatei: 4219639-5
- Library of Congress Control Number: sh86001240
- National Archives and Records Administration: 10038712
- Nationale Bibliotheek van Israël: 987007541412305171
- Système universitaire de documentation: 231415818
- Virtual International Authority File: 235984241
- WorldCat: E39PBJfX6dxm8pkh6YRghM8pyd